# Une jeunesse amoureuse
Pour plus de détails, voir Fiche technique et Distribution.
Une jeunesse amoureuse est un documentaire français réalisé par François Caillat, sorti en 2013.

## Synopsis
Une histoire d'éducation sentimentale dans le Paris des années 1970.

## Fiche technique
- Titre : Une jeunesse amoureuse
- Réalisation : François Caillat
- Scénario : François Caillat
- Photographie : François Caillat
- Montage : Martine Bouquin
- Production : Christophe Barrère, Yann Brolli, Régis Caël, Gérald Colas, Christophe Gougeon et Christian Mozinger
- Société de production : Les Films du Tamarin, Ere Production, Atopic Films, Procirep, Angoa-Agicoa, Images Plus et Magnolias Films
- Société de distribution : Les Films du Tamarin (France)
- Pays :  France
- Genre : documentaire
- Durée : 105 minutes
- Dates de sortie : 
  -  France : 3 avril 2013

## Accueil
- Studio Ciné Live : [1]